# 表米神社
表米神社（ひょうまいじんじゃ）は、兵庫県朝来市和田山町竹田にある神社である。

## 概略
表米宿禰命（日下部表米）を祀っている。表米は、丹後国の白井の浜に来襲した新羅の賊を討伐した武人とされる。（新羅の入寇#大化の新羅の賊参照）
創建年代は不明であるが、宝永年間に竹田城のある虎臥山東麓の現在地に遷座したと考えられている。本殿は三間社流造で千鳥破風を有している。
表米宿禰命が格技を好んだとされるという言い伝えに基づいて、当社境内の参道横の小広場に相撲桟敷が設けられているのが特徴である。この相撲桟敷は半円形石積段型桟敷に分類され、同形式の相撲桟敷は、この神社の他には山口県の赤崎神社にしか存在していないことから歴史的価値が認められ、兵庫県の指定重要有形民俗文化財に指定された。
また、桟敷から見て、土俵を挟んだ向正面側には舞台もあり、能や歌舞伎なども演じられた可能性があると考えられている。

## 脚註